# Mysterious Art
Mysterious Art — немецкая поп-группа, в состав которой входили Николь Бёф (Nicole Boeuf), Стефани Траутманн (Stephanie Trautmann), Майкл Крауттер (Michael Krautter) и Тильманн Умахер (Tillmann Uhrmacher). 
Продюсеры — Майкл Стааб (Michael Staab), Дитер Болен ( Dieter Bohlen).
Музыку группы Mysterious Art отличает мистическое, таинственное, готическое, ритмичное звучание. Чаще в песнях упомянуты мистические, загадочные явления. Названия треков и песен соответствующие. Обращает на себя внимание необычно высокое качество звучания материала для тех лет, а также интересное музыкальное содержание.
В мае 1989 г. Mysterious Art с помощью Дитера Болена выпустили сингл Das Omen, который стал невероятно популярным в Германии, и продержался 9 недель номером один в чартах. Затем последовал успешный альбом Omen — The Story, выполненный в стиле синти-поп, электроник.
В 1991 г. выпущен альбом Mystic Mountains. На песни Mysterious Art снято 2 видеоклипа: Das Omen и Requiem.
Продюсер и DJ проекта Майкл Стааб (Michael Staab) скончался 11 мая 2009 г. от сердечного приступа.

## Альбомы
1. The Omen
2. Carma (Omen II)
3. Omen - the story
4. Requiem
5. Lovin' You / Awaken
6. High On Mystic Mountain
7. Mystic Mountains
8. 20th Century Complete Works
9. Broken Heart
10. Come Home
11. Das Omen (Teil IV)
12. Magic Union
13. Fake Halow
14. Thorns of Rebellion
15. Das Omen (Teil 1)